# بلاد الشام

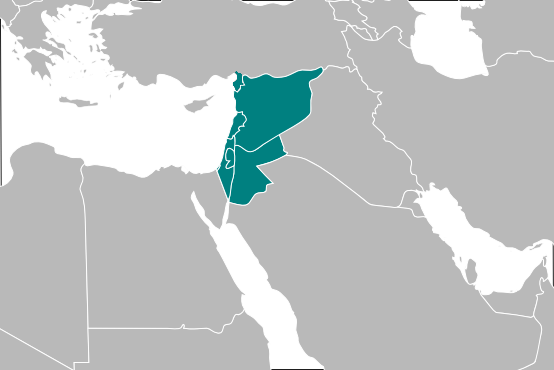
بلاد الشام مظللة باللون الأخضر: سوريا، ولبنان، والأردن، وفلسطين التاريخية، ومحافظة هاتاي.

بلاد الشَّام أو سوريا التاريخية، أو سوريا الطبيعية (باليونانية: Σύρια)‏؛ و(باللاتينية: Syria)؛ نقحرة: سيريا، هو اسم تاريخي لجزء من المشرق العربي يمتد على الساحل الشرقي للبحر الأبيض المتوسط إلى حدود بلاد الرافدين. تشكّل هذه المنطقة اليوم بالمفهوم الحديث كل من: سوريا ولبنان والأردن وفلسطين التاريخية، بالإضافة إلى مناطق حدودية مجاورة مثل منطقة الجوف ومنطقة تبوك في المملكة العربية السعودية، وتشمل المناطق السورية التي ضُمت إلى تركيا إبّان الانتداب الفرنسي على سوريا، وقسمًا من سيناء والموصل، وعند البعض فإن المنطقة تتسع لتشمل قبرص وكامل سيناء والجزيرة الفراتية.

## حدود الشام
يعود أقدم استخدام لمصطلح سوريا إلى اليونانيين، وهو يشير إلى الساحل الشرقي للبحر الأبيض المتوسط وامتداده ليشمل بلاد ما بين النهرين وكامل الهلال الخصيب وصولا إلى أجزاء من أرمينية، كما ورد في وصف المؤرخ الروماني فلينيوس الأكبر. وهذه الحدود تتفق مع اشتقاق اسم سورية الذي هو على الراجح مشتق من آسورية Ἀσσυρία كما ذكر المؤرخون اليونان والرومان واتفق معهم معظم الباحثين المعاصرين.
بعد سقوط بلاد ما بين النهرين في يد الفرس البارثيين في أواخر العهد السلوقي بدأ التغير في حدود المصطلح، حيث أنه اقتصر على المنطقة التي بقيت بيد السلوقيين ومن بعدهم الرومان، وهي تقريبا المنطقة الممتدة بين ساحل المتوسط والفرات؛ وهذا هو المعنى الذي عرفه العرب قبيل الإسلام واستمر طوال العصر الإسلامي.

في المفهوم الشائع لدى معظم الناس حالياً، تشمل «الشام» أو «سورية الكبرى»: سوريا ولبنان والأردن وفلسطين التاريخية (الضفة الغربية، وقطاع غزة، والأراضي الفلسطينية المحتلة في حرب 1948) وأراضٍ أصبحت ضمن تركيا (مثل الأقاليم السورية الشمالية ولواء اسكندرون) ، بالإضافة إلى لواء الإسكندرون وقيليقية وجنوب تركية وصولا إلى جبال طوروس. أما فهم أنطون سعادة لمصطلح سورية الكبرى والذي يتبناه الحزب القومي السوري الاجتماعي فهو مبني أساسا على الفهم اليوناني القديم للاسم ويشمل الهلال الخصيب بأكمله، بالإضافة إلى سيناء وقبرص. وفي المفهوم التاريخي لدى العرب تبدأ حدود الشام جنوبا من دومة الجندل (في منطقة الجوف)، حيث ذكر الواقدي في كتاب الصوائف أنَّ غزوة دومة الجندل أول غزوات الشام، فقال:

## الجغرافيا والتضاريس

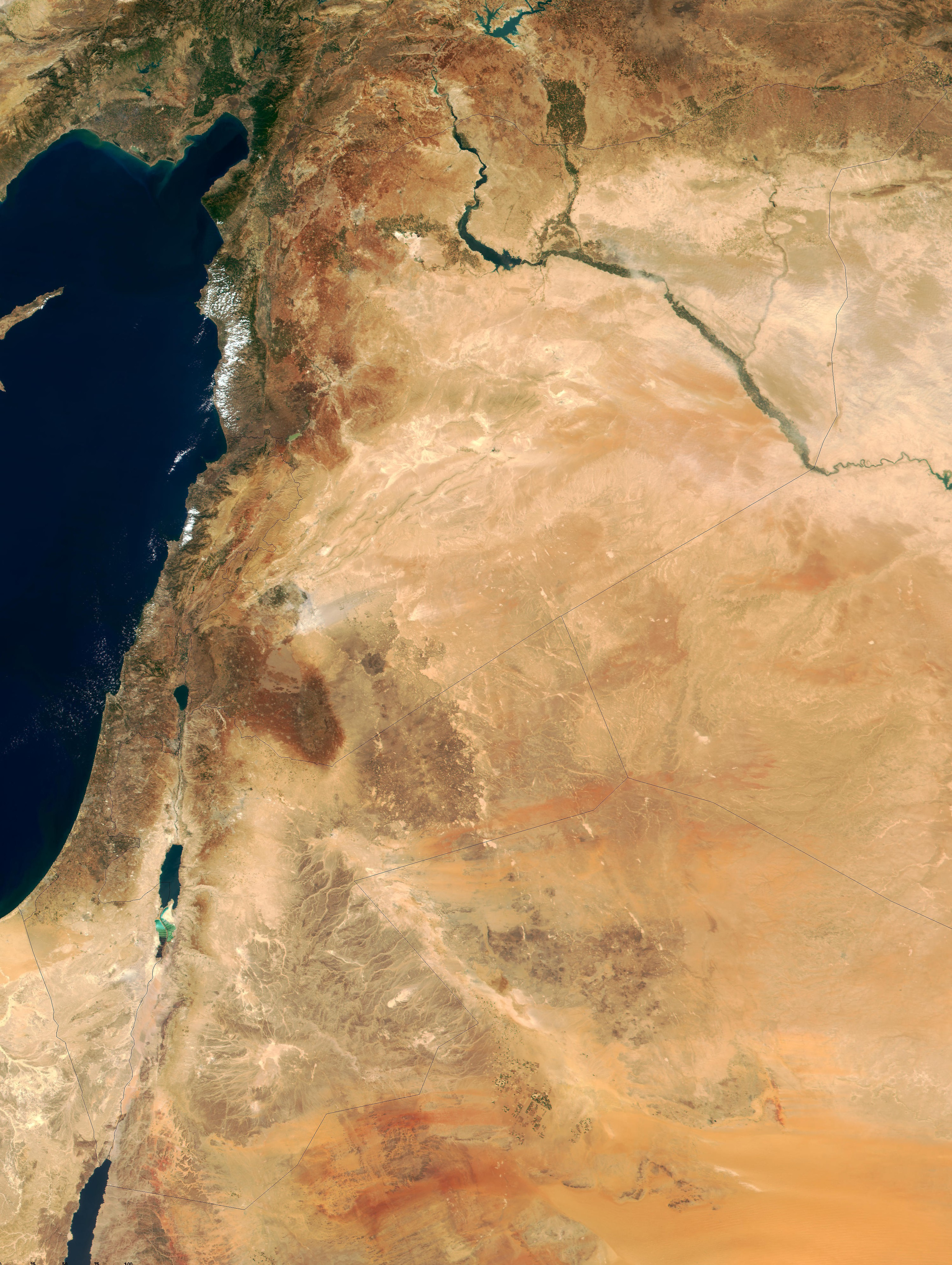
صورة لبلاد الشام من الفضاء

تمتد بلاد الشام من سلسلة جبال طوروس في الشمال إلى شبه جزيرة سيناء في الجنوب. تتميز هذه الأرض بسلسلتي جبال متوازيتين (غربية وشرقية) تشقانها من الشمال إلى الجنوب بالتوازي مع الخط الساحلي.
تبدأ السلسلة الغربية الساحلية شمالاً عند ملتقى جبال طوروس مع جبال الأمانوس في منطقة النهر الأبيض قرب مرعش. وتستمر سلسلة الأمانوس إلى مصب نهر العاصي في خليج السويدية، وأقصى ارتفاع لها هو 2240 م. ثم تمتد سلسلة مكملة لهذه الأولى من مصب العاصي إلى نهر الكبير الجنوبي وتعرف هذه السلسلة بسلسلة جبال النصيرية. يفصل سهل عكار جبال النصيرية عن امتدادها الجنوبي في جبل لبنان، وفي جبل لبنان سقف الشام وأعلى جباله ليصل ذروته بارتفاع 3088 م في قرنة السودا. بالاتجاه جنوبًا تبدأ الجبال بالابتعاد عن البحر وبالانخفاض تدريجيًا، فتبلغ أعلى قمة في الجليل (جبل الجرمق) 1208 م. تبدأ جبال نابلس من جبل الكرمل في حيفا حتى تتصل بجبال الخليل في الجنوب، وتستمر مناطق التلال والجبال حتى رأس محمد في أقصى جنوب سيناء. يشكل جبل عيبال أعلى قمة في جبال نابلس (981 م) بينما تبلغ جبال الخليل أعلى نقاطها في حلحول (1020 م). يبلغ طول هذه السلسلة من مرعش إلى رأس محمد أكثر من 1100 كم.
تبدأ السلسلة الموازية بمجموعة من التلال من نفس النقطة تقريبًا عند منطقة تسمى كابو تشام (بالإنجليزية: Kapu Tcham)‏ قرب مرعش وتمتد جنوبًا إلى صوف داغ وجبل حلب، ثم تتحول إلى سلاسل من التلال وصولاً إلى سهل حمص وسهل عكار الذين يشكلان نافذة لسورية الداخلية على البحر. تستمر السلسلة من جديد مع جبال القلمون التي تبدأ من جنوب حمص إلى دمشق وتلتقي مع هضبة الجولان عند جبل الشيخ (وأعلى قممه بارتفاع 2814 م). بعد فسحة سهلية تمتد لمسافة تقارب 60 كم عبر حوران تبدأ سلسلة جبال عجلون وتستمر السلسلة عبر جبال السلط ومؤاب والشراة إلى خليج العقبة حيث تتصل بجبال مدين.
إضافة إلى هاتين السلسلتين، توجد جبال أخرى داخلية متفرقة مثل جبل البلعاس وسلسلة الجبال التدمرية وجبل عبد العزيز وجبل العرب.
بين هاتين السلسلتين الجبليتين العظيمتين، يمتد أخدود سهلي عميق يشكل الجزء السوري (الشمالي) من الشق السوري الأفريقي وفيه توجد أخفض نقطة على سطح الأرض. ينبع نهر العاصي من وسط الأخدود تقريبًا ويتجه نحو الشمال بين سلسلتي الجبال في سهل البقاع وسهل الغاب وسهل العمق ليصب في البحر المتوسط. ومن نقطة قريبة ينبع نهر الأردن ويتجه جنوبًا مارًا في سهل الحولة وأطراف سهل بيسان وغور الأردن ليصب في البحر الميت أخفض نقطة على سطح الأرض.

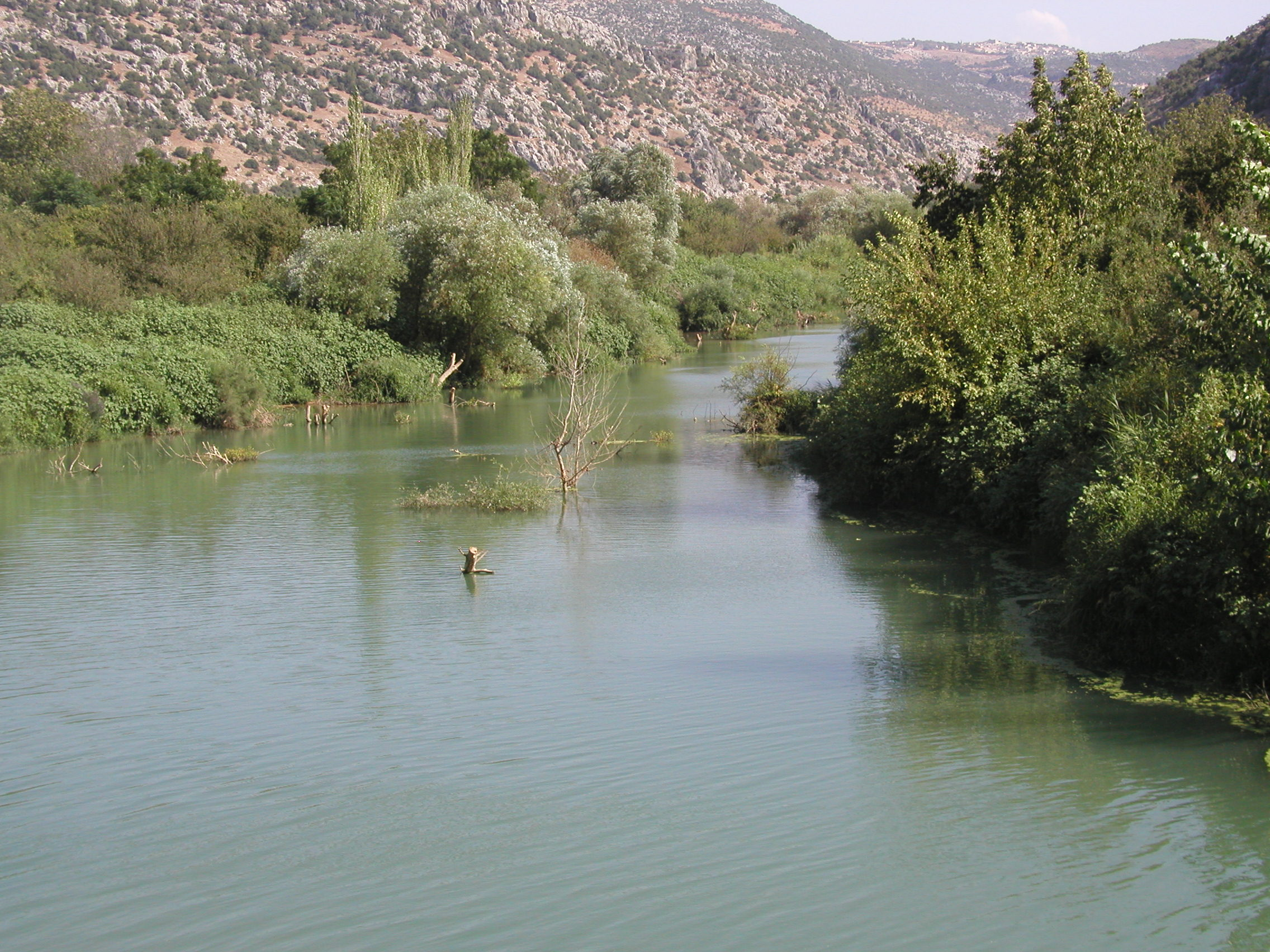
نهر العاصي قرب دركوش

إلى الغرب من السلسلة الساحلية يقع شريط سهلي ساحلي يضيق ويعرض. يكون أقصى عرض للسهل الساحلي في جنوب قطاع غزة بينما يختفي تمامًا في بعض النقاط مثل الجبل الأقرع جنوب لواء اسكندرون وفي جونيه وجبل الكرمل حيث تغتسل أقدام الجبال بمياه البحر.

## المناخ
مناخ بلاد الشام معتدل، إذ يقع بين منطقة الرياح التجارية الجافة التي تهبّ على الجزء الجنوبي من الشام، ومنطقة الرياح الغربية المحمّلة بالرطوبة التي تهبّ على الجزء الشمالي من الشمال مسبّبة الأمطار. أمّا في فصل الصيف فتسود الرياح التجارية الجافة التي تجعل هواء الشام حاراً بعض الشيء. فالرياح الغربية التي تمر بالبحر المتوسط تكون محمّلة بالرطوبة، وتقابل جبال لبنان ومنطقة التلال الوسطى فترتفع، وبارتفاع الهواء يتمدد مما يتسبب في سقوط الأمطار، وهذا هو تعليل كثرة الأمطار التي تسقط على غرب جبال سوريا. على أن كمية المطر تتناقص كلما اتجهنا شرقاً، فدمشق مثلاً الواقعة خلف الحاجز المزدوج لجبال لبنان لا يصيبها إلاّ القليل من المطر، كذلك الحال كلّما اتجهنا جنوباً فتقلّ الأمطار بعد مرتفعات فلسطين الوسطى وتلال شرق الأردنّ. أما القسم الشرقي من شرقيّ الأردنّ فلا يصيبه إلاّ النزر القليل من المطر.
وفي الشتاء تأتي البرودة الجافة الآتية من آسيا الوسطى فوق منطقة الهضاب الشرقية في سوريا، وتكوّن الصقيع والثلوج. ويقع تأثير البرودة كلّما اتجهنا صوب الساحل. وتعمل سلسلة الجبال على منع تسرب الرياح البحرية الباردة من الوصول إلى داخل بلاد الشام. وفي الصيف تأتي الرياح الحارة الآتية من الشرق والجنوب الشرقي، وتسبب ارتفاع درجة الحرارة. أمّا رياح السَّموم أو الشرقية فتهبّ في فصلَي الربيع والخريف.

## التقسيم السياسي للمنطقة
| الدولة مع العلم | المساحة (كم²) | تعداد السكان | الكثافة السكانية (في كم²) | المركز / العاصمة | الناتج المحلي الإجمالي (المجموع) | نصيب الفرد | العملة             | نظام الحكم         | اللغة الرسمية    |
| --- | ------------- | ------------ | ------------------------- | ---------------- | -------------------------------- | ---------- | ------------------ | ------------------ | ---------------- |
| الأردن |               |              |                           |                  |                                  |            |                    |                    |                  |
| | 89,342        | 6,508,887    | 68                        | عمان             | $36.893 مليار (2011)             | $5,899     | دينار              | ملكية دستورية      | العربية          |
| سوريا |               |              |                           |                  |                                  |            |                    |                    |                  |
| | 185,180       | 22,530,746   | 118.3                     | دمشق             | $107.831 مليار (2012)            | $5,100     | ليرة               | جمهورية شبه رئاسية | العربية          |
| فلسطين التاريخية |               |              |                           | القدس            |                                  |            |                    |                    |                  |
| قطاع غزة | 720           | 1,657,155    | 3,823                     | غزة              | $770 مليون (2009)                | $3,100     | دينار أردني، شيكل  | السلطة الفلسطينية  | العربية          |
| الضفة الغربية | 5,9603        | 2,690,0005   | 4323,4                    | رام الله         |                                  |            | دينار أردني، شيكل  | السلطة الفلسطينية  | العربية          |
| إسرائيل | 22,072        | 7,880,529    | 290                       | تل أبيب          | $248.719 مليار (2012)            | $32,312    | شيكل إسرائيلي جديد | برلماني            | العبرية، العربية |
| لبنان |               |              |                           |                  |                                  |            |                    |                    |                  |
| | 10,452        | 4,224,000    | 404                       | بيروت            | $61.444 مليار (2012)             | $15,522    | ليرة               | جمهورية برلمانية   | العربية          |
| المصدر: - صندوق النقد الدولي، April 24, 2009, PPP GDP 2008 - البنك الدولي، July 1, 2009, PPP GDP 2008 ملاحظات: 2 المعلومات الخاصة بفلسطين تشمل الضفة الغربية قبل حدود 1967 ولا تشمل تعداد المستوطنات الإسرائيلية. 3 هناك حوالي 400,000 مستوطن إسرائيلي في القدس الشرقية والضفة الغربية. |               |              |                           |                  |                                  |            |                    |                    |                  |

| مناطق محل خلاف  |                              |
| لواء الإسكندرون | جزء من تركيا الآن.           |
| الجولان         | أراض سورية تحتلها إسرائيل.   |
| القدس           | اراض فلسطينية تحتلها إسرائيل |

## اسم الشام

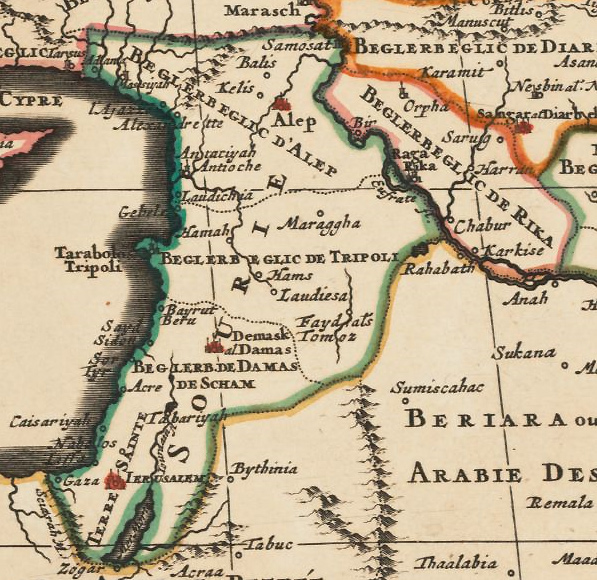
خريطة فرنسية تقريبية عام 1600 تظهر سوريا (بلاد الشام) حسب التقسيم الإداري العثماني آنذاك من طوروس إلى سيناء

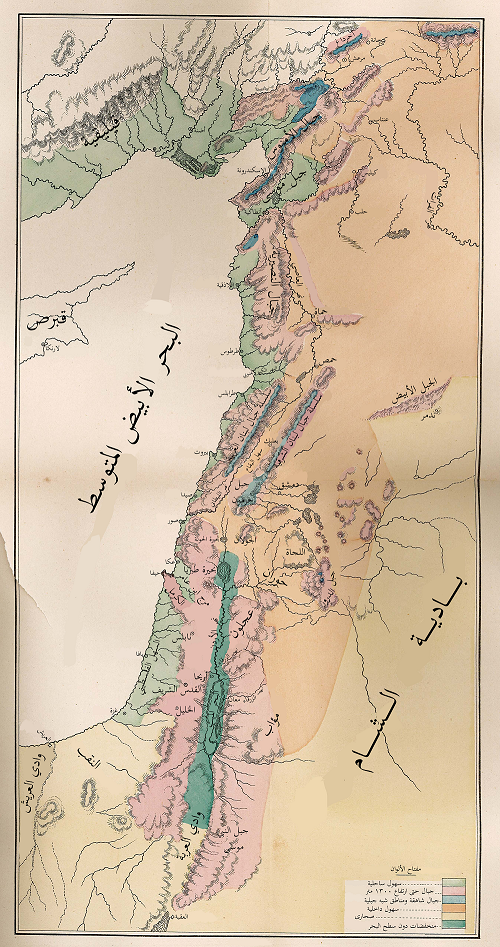
خريطة طبيعية لبلاد الشام من جبال طوروس إلى سيناء.

يشيع في اللغات الأوروبية، وخاصة في العصر الحالي استخدام مصطلح "Levant"، وهي تعني المشرق، حيث استخدم الإيطاليون القروسطيين تسمية "Levante"، في إشارة إلى موضع مطلع الشمس بالنسبة لهم، وإنتشر الاسم من الإيطالية والفرنسية إلى الكثير من اللغات الأخرى، وهي تناظر ما عرفه العرب بالشام (نسبة للشمال، موضع المنطقة بالنسبة للعرب) أو سورية الكبرى أو بلاد آشور؛ ولكن مصطلح المشرق كان تاريخيا يشير إلى منطقة أكبر من سورية تمتد داخلا إلى ما بين النهرين، أي الدولة الآشورية الكبرى التي تأسست في مدينة الموصل الحالية في العراق وتوسعت وامتدت لتشمل بلاد ما بين النهرين كلها (أو العراق الحالي كله) وذلك بعد تمكن الدولة الآشورية من السيطرة على الدولة البابلية، وكذلك امتدت لتشمل جنوب الأناضول، ومنطقة سورية ولبنان وفلسطين والأردن والمناطق التي قام عليها الاحتلال الإسرائيلي النجس عام 1948 إثر الانسحاب البريطاني، أو بلاد المشرق أو الهلال الخصيب بأجمعه وذلك بعد تمكن الآشوريين من دحر الحيثيين الذي كانوا يحكمون منطقة سوريا ولبنان، كما شملت أجزاء من المناطق الغربية من إيران الحالية. وكذلك تمكن بعض الملوك الآشوريين العظام من توسيع الدولة الآشورية حتى مصر، حيث تمكن الملك الآشوري أسرحدون بن سنحاريب من الوصول حتى ممفس في مصر، فيما تمكن الملك الآشوري آشوربانيبال بن أسرحدون من الوصول حتى طيبة في مصر وإخضاع مصر للحكم الآشوري.
أصل كلمة سورية اليونانية يعود على راجح الأقوال إلى اسم المملكة الآسورية، وهي النطق الأوربي لاسم المملكة الآشورية، التي كانت عاصمتها آشور ثم كالح (النمرود) ثم نينوى، وتقع كل هذه العواصم في مدينة الموصل الحالية في العراق أو في بلاد ما بين النهرين. فقد كانت المنطقة الواقعة شرقي البحر الأبيض المتوسط كلها تابعة للإمبراطورية الآشورية (وهي أقوى وأكبر الإمبراطوريات في العالم القديم). وكان اسم الدولة الآشورية أو الإمبراطورية الآشورية يطلق على المنطقة كلها. وهي باللغة الإنجليزية Assyria. وفي العصر الحديث تم تحريف الاسم قليلاً من Assyria إلى Syria وأطلق على جزء صغير فقط من الإمبراطورية الآشورية، وهو منطقة سوريا الحالية. وقيل أيضا أن اسم سورية مشتق من اسم مدينة صور، وقيل أنه مأخوذ من الفارسية، وقيل غير ذلك. أما مصطلح الشام، وهو تسهيل للشآم بالهمز، فأصله من الجذر شأم الذي يعني أصلا جهة اليسار، ومن هذا المعنى اشتق المعنى الذي يفيد سوء الطالع، ونقيضه الجذر يمن الذي يعني جهة اليمين، ويعني أيضا حسن الطالع، فبلاد الشام هي نقيض بلاد اليمن في الاتجاه والاسم؛ وقد وردت أسباب أخرى ضعيفة في أصل التسمية منها «لأن أرضها شاماتٌ بيض وحمر وسود».
وأيضا وردت أسباب أخرى كنسبة الاسم إلى شخصية سام بن نوح التوراتية. حيث تقول المصادر أن فلك نوح بعد الطوفان استقر على جبل الجودي ومن تلك المنطقة تفرق أبناء نوح، وهم سام وحام ويافث. فبقي سام في بلاد ما بين النهرين. وكان من أبنائه آشور وآرام وعيلام وأرفخشاذ ولود.

### الشام مقابل سوريا
كلمة الشام هي المقابل العربي لكلمة سوريا. فقد حدث خطأ قديم في الاسم الذي أطلقه اليونانيون على الآراميين من سكان شرقي المتوسط، وخصوصاً سوريا الحالية. فبما أن المنطقة كلها كانت تدعى الدولة الآشورية وعاصمتها نينوى، فقد أطلق اليونانيون اسم الآشوريين على جميع سكان الدولة الآشورية، سواء كانوا آشوريين أو آراميين أو غيرهم. ومن هنا حدث الخلط في التسمية بين الأجناس والأعراق المختلفة في المنطقة. ومع الفتح الإسلامي لهذه البلاد، ومن أجل التمييز، صارت الإشارة باللغة العربية كما يأتي: استعمل اسم الآشوريين في الإشارة إلى الآشوريين وبدون تغيير، بينما استعمل اسم السريان في الإشارة إلى الآراميين، علماً بأن كلمة سريان هي الكلمة التي استعملها اليونانيون القدماء في الإشارة إلى الآشوريين. فالسريان ليسوا آشوريين، بل آراميون، بينما يشير الاسم الذي يحملونه إلى الآشوريين، وهذا خطأ تاريخي. وظل النصارى من أهل الشام بعد الفتح الإسلامي يتسمون باسم سوريين. ولذلك فإنه في العصور الإسلامية الباكرة كان السوري من أهل الشام هو المسيحي بينما كان الشامي هو المسلم؛ ومن هنا جاء استخدام كلمة Syrian في اللغات الأوروبية لوصف نصارى سورية، وتحديدا السريان منهم (Syrian Christian).
ولكن هذا الفرق كان قد تلاشى مع حلول القرن التاسع عشر؛ حيث كانت سوريا حينها كلمة عامة تطلق على الأقاليم العثمانية التالية (حسب تقسيمات عام 1877):
- ولاية حلب
- ولاية سوريا (دمشق)
- ولاية بيروت
- متصرفية جبل لبنان
- متصرفية القدس الشريف

وترافق تصاعد استخدام مصطلح سورية مع تضيق معنى مصطلح الشام الذي اقتصر على دمشق وما جاورها فقط، وما زال هذا الفرق باقيا في كلام أهل الشام إلى اليوم، حيث أن الشامي هو الدمشقي أما الحلبي مثلا فليس بشامي.

### سوريا مقابل سورية
سورْيا (بتسكين الراء وتخفيف الياء) هو اسم يستخدمه معظم العرب اليوم بدلا من مصطلح سوريّة التقليدي (بكسر الراء وتشديد الياء)، والذي لا زال استخدامه باقيا عند قطاع عريض من أهل الشام. وسورية منذ القدم عرفت وأطلق الاسم كما هو سورية، أما مصطلح سوريا بالألف بدل التاء المربوطة فليس له أثر في اللغة العربية قبل العصر الحديث؛ ويبدو أن نشوء هذا اللفظ ترافق مع الفتوى التي قالت بوجوب كتابة أسماء الأعلام الأجنبية بألف ممدودة في أواخرها، رغم أن هذه الفتوى ليس لها أصل في تاريخ اللغة العربية حيث أن كتابة أسماء الأعلام بتاء مربوطة في أواخرها هو من عادة العرب منذ القدم، بينما الكتابة بالألف المدودة هي من شيم الآراميين واليونان والرومان وغيرها من الحضارات التي مرت بسوريا عبر تاريخها الطويل. ويستخدم الدستور السوري لفظة (سورية).

## تاريخ الشام
كانت بلاد الشام تاريخيًا كيانًا جغرافيًا وسياسيًا واحدًا، فالتقسيمات السياسية والإدارية كانت دومًا ترتكز على اعتبار هذه المنطقة كتلة واحدة لا يمكن الفصل بينها، غير أن الاحتلال البريطاني- الفرنسي واتفاقية سايكس بيكو أدت إلى تقسيم بلاد الشام (سوريا الكبرى) إلى دول صغيرة فقسمت إلى ما هي عليه الآن من سوريا ولبنان والأردن وفلسطين وبينما ترتبط سوريا ولبنان وفلسطين والأردن بعلاقات الأصل والدين واللغة والثقافة الواحدة، فإن الاحتلال الإسرائيلي حينما تم إعلان قيام دولتها المزعومة عام 1948 قوبلت بالرفض لها واعتبارها كيان دخيل ومحتل من قبل كافة الدول العربية وأغلب دول العالم. بينما تشير بعض المصادر إن هدف مؤسسي الكيان الصهيوني يتجاوز السيطرة على الشام ليصل إلى النيل في مصر غربًا والرافدين بالعراق شرقًا. وبالتالي فإن هذه المصادر تشير إلى رغبة الكيان الصهيوني في ضم كامل بلاد الشام، ومنذ سنة 1967 ضم هذا الكيان الغاصب الضفة الغربية بما فيها القدس بأكملها، وقطاع غزة ومرتفعات الجولان، إلا أن المجتمع الدولي رفض هذه الأعمال الصهيونية الارهابية واعتبرها احتلالاً وقد عملت الصهيونية وتعمل على تقويض الأمن بالمنطقة عن طريق اعمالها العدوانية، وسعى الكيان الهصيوني منذ عام 1982 إلى سنة 2000 إلى السيطرة على جنوب لبنان، إلا أن المقاومة الإسلامية في لبنان أجبرت القوات الصهيونية الجبانة على الانسحاب.

### العصر الروماني

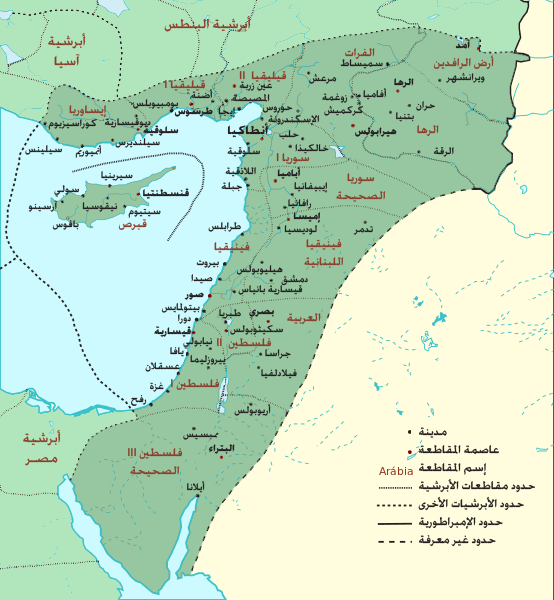
التقاسيم الإدارية في سورية خلال العهد الروماني

### الفتح الإسلامي
بدأت المناوشات بين الدولة الإسلامية والدولة البيزنطية في عهد الرسول محمد خلال غزوة مؤتة واستمرت محاولات الاختراق الإسلامية خلال عهد أبي بكر الصديق رضي الله عنه، غير أن المعارك الحاسمة وقعت في عهد عمر بن الخطاب رضي الله عنه، وكان أهمها معركة اليرموك في آب 636، والتي هزم فيها الجيش البيزنطي هزيمة ساحقة فتحت البلاد أمام المسلمين.
عبأ أبو بكر الصديق الجيوش إلى الشام في مطلع السنة الثالثة عشرة للهجرة فبعث يزيد بن أبي سفيان في سبعة آلاف إلى دمشق، وكان أول الأمراء الذين ساروا إلى الشام، وكان في جنده سهيل بن عمرو. ثم أمد أبو بكر يزيد بن أبي سفيان بأخيه معاوية بجند كثير. سار عمرو بن العاص في جيش كانت وجهته فلسطين، بينما اتجه شرحبيل بن حسنة إلى الأردن.
فتحت بلاد الشام في خلافة عمر بن الخطاب سنة أربع عشرة للهجرة. افتتح دمشق أبو عبيدة بن الجراح من باب لها يقال له باب الجابية صلحاً، بعد حصار سنة ودخل خالد بن الوليد من باب شرقي بغير صلح، فأجاز أبو عبيدة الصلح في جميعها، وكتبوا إلى عمر بن الخطاب، فأجاز ما عمل به أبو عبيدة.
قسم المسلمون بلاد الشام إداريا إلى أربعة أجناد هي جند دمشق وجند حمص وجند الأردن وجند فلسطين، أضيف إليها في عهد معاوية جند قنسرين.

### العهد العثماني

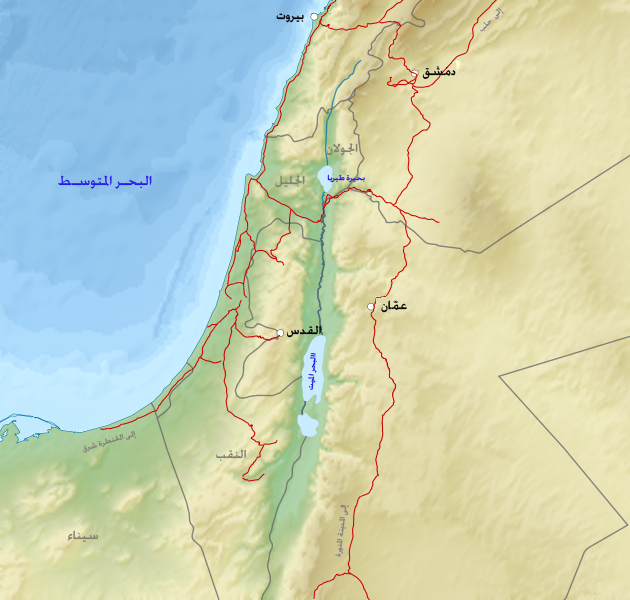
خطوط السكك الحديدية في بلاد الشام.

### ما بعدالحرب العالمية الأولى

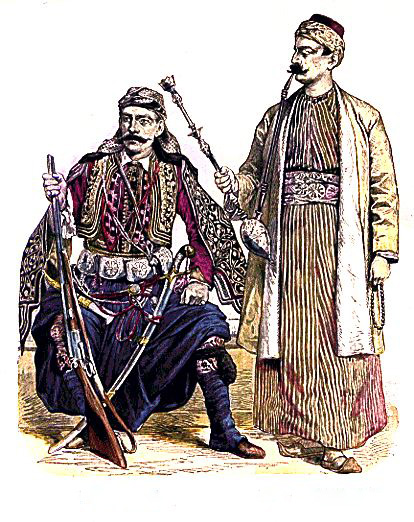
رجلان شاميان من سوريا ولبنان

مع سقوط الدولة العثمانية خلال الحرب العالمية الأولى، قسمت سوريا إلى منطقتين حسب اتفاقية سايكس بيكو: منطقة فرنسية في الشمال سميت سوريا ومنطقة بريطانية في الجنوب سميت بفلسطين. قاوم عرب الجنوب التقسيم وتسمية فلسطين وطالبوا باعتبار اسم سوريا الجنوبية بدلًا من فلسطين، حيث أنهم اعتبروا التسمية مقدمة لسلخ الإقليم الجنوبي من سوريا وإعطائه لليهود. ثم تقسمت المنطقة الشمالية مجددا في عام 1920 إلى عدة أجزاء هي دمشق وحلب والساحل وجبل الدروز ولبنان إضافة إلى الأقاليم السورية الشمالية التي سلمتها فرنسا إلى تركيا، وتوحدت هذه الأجزاء (باستثناء الأقاليم السورية الشمالية) مجددًا في عام 1936 تحت مسمى الجمهورية السورية وقامت سلطات الانتداب الفرنسي بفصل لبنان عن الدولة السورية بعد إعلان الجمهورية السورية. أما المنطقة الجنوبية من سوريا فقسمت في عام 1921 إلى منطقتين هما فلسطين وشرق الأردن. اقتطع لواء اسكندرون عام 1939 بتآمر بين الانتداب الفرنسي وتركيا. قسمت فلسطين مجددا عام 1947 إلى دولة عربية في الجليل والضفة الغربية وقطاع غزة وصولا إلى يافا، ودولة أخرى صهيونية فيما تبقى؛ وبعد نكبة عام 1948 أمست الضفة الغربية تحت حكم شرق الأردن وقطاع غزة تحت حكم مصر، بينما ذهب الجليل والسهل الساحلي والنقب إلى اليهود. وفي حزيران/يونيو عام 1967 صارت فلسطين بالكامل تحت حكم الصهاينة.

## التركيبة السكانية

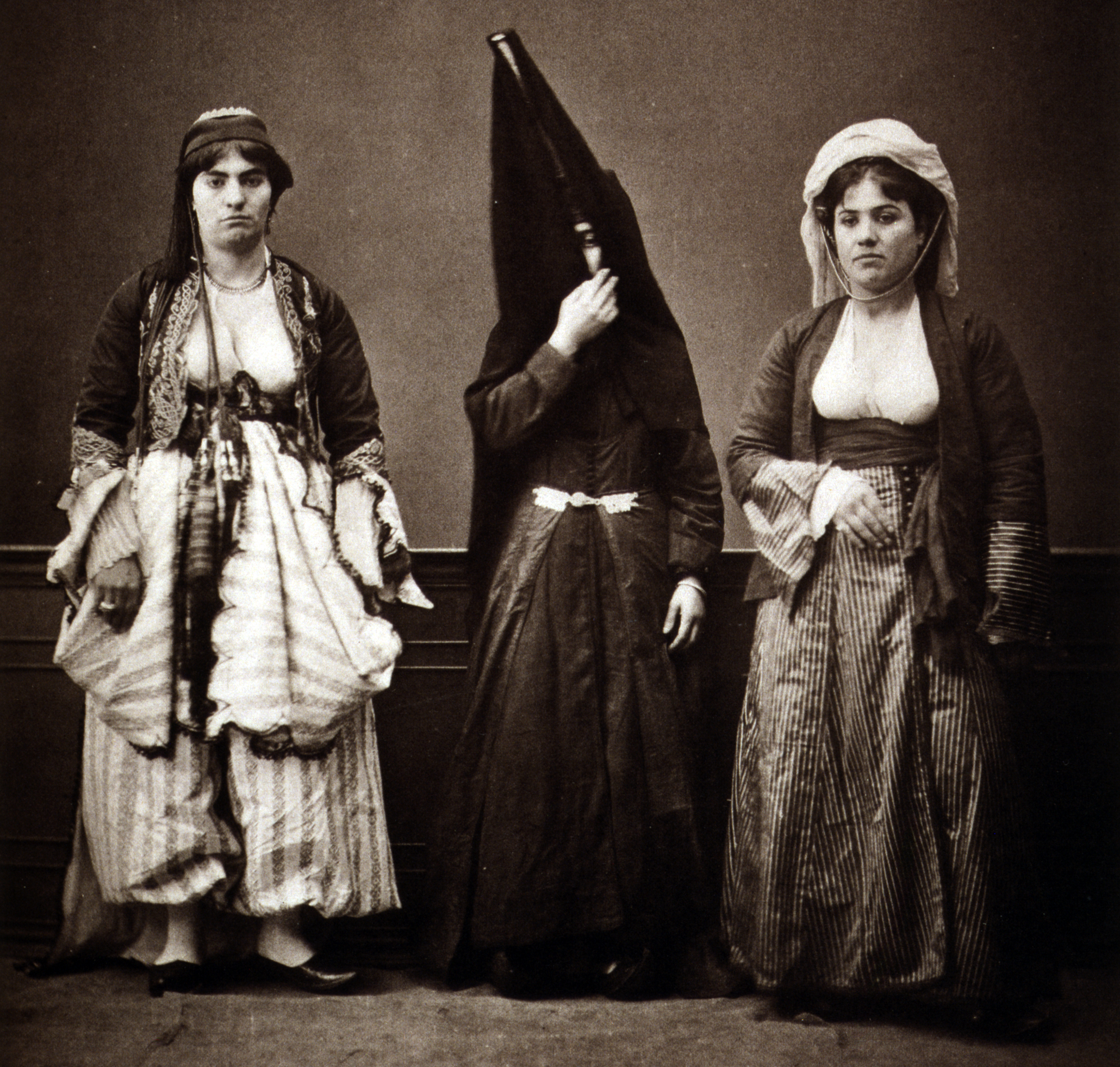
ثلاث نساء لبنانيات في عام 1873.

يقدر عدد سكان بلاد الشام بحوالي الخمسين مليون تقريبا يتوزعون على أربعة دول ما بعد سايكس بيكو والدولة الرابعة ما بعد وعد بلفور محل صراع بين الصهاينة والفلسطينيين حيث قسمت فلسطين فيما بينهم ونشأت دولة الكيان الصهيوني من جهة والضفة الغربية وقطاع غزة من جهة أخرى. يقدر عدد سكان الأردن بنحو 7,008,271 (طبقا لتقديرات يوليو 2013). وبموجب إحصاءات عام 2010 فإن عدد سكان سوريا يقدر بحوالي اثنين وعشرين مليونًا ونصف بنسبة نمو طبيعي تعادل 1.9% سنويًا، أي بزيادة نصف مليون نسمة كل عام. كما يبلغ عدد سكان لبنان بحسب تقدير الأمم المتحدة لعام 2008 حوالي 4,099,000 نسمة. وبالنسبة لفلسطين التاريخية فقد كان عدد سكان إسرائيل حوالي 7.41 مليون نسمة وفق تقديرات عام 2008، والضفة الغربية حوالي 4,018,332 في عام 2007، وأما قطاع غزة فقُدر سكانه بحوالي 1,449,221 في عام 2009. حوالي 90% من سكان سوريا هم من العرب في حين أن الأكراد يشكلون 8% من السكان، وتوزع النسبة الباقية على سائر الأقليات كالأرمن والتركمان والشركس والسريان بمختلف فروعهم، إلى جانب أقليات قومية وافدة أخرى. حوالي 53.5% من مجموع السكان يقيم في المدن،
معظم الأردنيين هم من العرب المنحدرين من أصول مختلفة هاجرت إلى المنطقة على مر السنين من مختلف الاتجاهات. بالإضافة إلى ذلك، هناك الشركس الذين هم أحفاد لاجئين مسلمين هجروا نتيجة غزو روسيا القيصرية للقوقاز في القرن التاسع عشر، ومجموعة أقل بكثير من الشيشان. كذلك أيضا اعداد قليلة من السكان الأرمن. من الصعب إحصاء عدد البدو. لكن أعدادهم حاضرة في سكان الأردن كما أن هناك عددًا كبيرًا من الأردنيين ينحدرون من أصل فلسطيني، بعد أن اجبروا على ترك وطنهم بسبب حروب 1948 و1967 مع الكيان الصهيوني المحتل. منح الأردن حق المواطنة الأردنية لجميع الفلسطينيين استنادا إلى الارتباط الإداري والقانوني بالضفة الغربية الذي استمر حتى عام 1988، باستثناء بعض الفلسطينيين الذين ما زالوا يعيشون في عدد من مخيمات اللاجئين في الأردن. تقوم وكالة الأمم المتحدة لغوث وتشغيل اللاجئين (الأونروا) برعاية هؤلاء اللاجئين في نواحي الصحة والتعليم وقسم من الاحتياجات الغذائية. يعيش حوالي 70% من سكان الأردن في المدن (حضر)؛ بينما يشكل سكان المناطق الريفية أقل من 6% من إجمالي السكان. هناك عدد من اللبنانيين في الأردن وسوريا تركوا بلادهم بسبب الحروب التي مرت عليهم من الحرب الأهلية اللبنانية وحتى حرب تموز 2006 التي شنها الكيان الصهيوني على حزب الله ولبنان. يُقدر عدد اللبنانيين المغتربين والمتحدرين من أصل لبناني في العالم بحوالي 8,624,000 نسمة، وفقا لإحصائية من سنة 2001، ينتمي أكثرهم إلى الديانة المسيحية، وذلك لأن الهجرة اللبنانية أول ما بدأت من متصرفية جبل لبنان ذات الأغلبية المسيحية.
وفقا للأونروا، هناك 1,951,603 لاجئ فلسطيني في الأردن اعتبارا من يونيو 2008، مشكلين ما نسبته 31.5% من سكان الأردن. أيضًا يوجد هنالك عدد لا بأس به من العراقيين المقيمين في الأردن كما أن هناك أعدادًا أخرى وصلت إلى سوريا، وحدث ذلك بسبب الغزو الأمريكي ولنزوحهم هربًا من الوضع السياسي المضطرب في بلادهم. ويوجد من 450,756 إلى 500,000 عراقي يقيمون في الأردن هم من لاجئي الغزو الأمريكي للعراق 2003، بحسب مصادر حكومية أردنية، منهم 31,000 فقط سجلوا أنفسهم لدى الاونروا كلاجئين، و604 طلبوا اللجوء. حوالي 40% من السكان البالغين 22 سنة في لبنان ينتمون إلى الديانة المسيحية، وهو البلد الوحيد في الوطن العربي الذي يتولى رئاسته مسيحيون بحكم عرف دستوري. ويتوزع الشعب اللبناني على 18 طائفة معترف بها،

### اللغة

تصنيف عام يلخص توزع اللهجات العربية الشامية الموجودة في بلاد الشام

اللغة العربية هي لغة الأغلبية ويفهمها معظم الأشخاص من أعراق الأخرى (مثل الأكراد والشركس والأرمن). تغير الوضع في فلسطين بعد قيام الكيان الصهيوني، حيث تغير الوضع السكاني نتيجة تهجير العرب ووصول اليهود من أوروبا ومناطق أخرى، فأصبحت واليهودية دين الأغلبية والعبرية لغتها. هناك تكون العبرية اللغة الأساسية في المناطق ذات الكثافة اليهودية والعربية في المناطق ذات الكثافة العربية. في سوريا بموجب المادة الرابعة من الدستور السوري تعتبر اللغة العربية لغة البلاد الرسمية، إلى جانب اللغة العربية تنتشر اللغات الكردية خصوصًا في محافظة حلب ومحافظة الحسكة، واللغة الأرمنية في حلب وكسب واللغة الشركسية كلغة منطوقة بين أفراد هذه القوميات داخل البلاد، كما تستعمل اللغة السريانية بلهجتيها المعروفتين الشرقية والغربية خصوصًا في مناطق الجزيرة السورية، إلى جانب لهجة ثالثة أقرب إلى الآرامية القديمة منها إلى السريانية التي تعتبر تحديثًا لها، ويطلق على هذه اللهجة اسم اللهجة الآرامية السريانية وتنتشر في معلولا وثلاث قرى مجاورة إلى الشمال من دمشق، وإلى جانب كونها لغة مخاطبة، فهي تستخدم كلغة طقوس في الطوائف المسيحية ذات الطقس السرياني في البلاد. كما تنتشر اللغة التركية بين التركمان.
لغاتهم في محيطهم الخاص.
يتكلم اللبنانيون اليوم اللغة العربية المدموغة بلهجتهم الخاصة المستمدة من اختلاط اللغة العربية مع الآرامية والسريانية، وبعض الكلمات التركية والفارسية. كما أن معظم اللبنانيين يتكلمون أكثر من لغة منها الفرنسية والإنجليزية. كما تستعمل اللغة الأرمنية بكثرة بين اللبنانيين من أصل أرمني. وما زالت اللغة السريانية واللاتينية مستعملة في الطقوس الدينية المسيحية. وكما لبنان تفرض دراسة اللغتين الإنجليزية والفرنسية في مدارس البلاد الرسمية والخاصة، إلى جانب وجود معهد خاص باللغة الآرامية هو الوحيد من نوعه في العالم، كما يوجد عدد من المعاهد الخاصة. عمومًا فإن سوريا تعتبر من البلاد القليلة التي انتدبت من قبل فرنسا ولم ترسخ فيها اللغة الفرنسية أو تعتبر كلغة ثانية وذلك بسبب سياسة الحكومات المتعاقبة بعد الاستقلال.

### الدين
غالبية سكان بلاد الشام هم من المسلمين من أهل السنة والجماعة إلى جانب أقليات علويَّة وشيعيّة. هناك أيضًا أعداد بارزة من اليهود والمسيحيين والأكراد اليزيديين والموحدين الدروز وطوائف أخرى أصغر. بالإضافة إلى ذلك، يوجد في هذه المنطقة عدد من المواقع ذات الأهمية الدينية، مثل المسجد الأقصى بالنسبة للمُسلمين، وكنيسة القيامة لدى المسيحيين، وحائط المبكى لدى اليهود، ومقام النبي شعيب لدى الموحدون الدروز، وضريح الباب لدى أتباع الديانة البهائية.
الإسلام هي الديانة السائدة في الأردن، وكذلك هو دين الأغلبية للعرب ولغير العرب. إضافة إلى كونه الدين الرسمي في الدولة، أكثر من 92% من الأردنيين هم من المسلمين (إحصائيات 2001)، والأغلبية الساحقة منهم يتبعون المذهب السني.، وهناك حوالي 6% من المسيحيين، غالبيتهم ينتمون إلى الكنيسة الأرثوذكسية الشرقية، بالإضافة إلى أعداد أخرى تقدر بحوالي 2% وهي (اعداد قليلة من السكان الشيعة والدروز). الدستور الأردني يضمن حرية المعتقدات الدينية، ونظرًا لما يشهده الأردن من تنوع عرقي وديني فإنه يوفر الحرية الكاملة لمواطنيه في تشكيل النوادي الخاصة بهم والمدارس والجمعيات وأماكن العبادة. كما يكفل الحق للمجموعات العرقية في تعلم لغاتها بشكل مجاني. تنص المادة الثانية والأربعين من الدستور السوري على أن الحفاظ على الوحدة الوطنية واجب على كل مواطن، المادة الثالثة من الدستور السوري أوضحت أن دين رئيس الجمهورية يجب أن يكون الإسلام، كما نصت على اعتبار الفقه أحد مصادر التشريع الرئيسية. تعتبر سوريا بلدًا متنوعًا طائفيًا، 74% من المواطنين من المسلمين ذو المذهب السنّي، في حين أن 16% من سائر الطوائف الإسلامية خصوصًا الشيعة والعلوية والدروز والإسماعيلية، أما نسبة المسيحيين فتترواح بين 10% إلى 12% باختلاف الإحصاءات، حوالي نصفهم من الروم الأرثوذكس في حين أن سائر الطوائف تشكل النصف الآخر. تحوي سوريا أقل من ألف مواطن من أتباع الديانة اليهودية في دمشق وحلب والقامشلي. كانت أعداد اليهود أكبر في السابق حتى وصلت إلى ثلاثين ألفًا عام 1954 غير أنها انخفضت نتيجة هجرتهم إلى إسرائيل والولايات المتحدة خصوصًا إثر حربي 1948 و1967. يوجد في سوريا أيضًا بضعة آلاف من اليزيديين. لبنان بلد متنوع بشعبه، فحوالي 40% من السكان البالغين 22 سنة ينتمون إلى الدين المسيحي وتعد الكنيسة المارونية كبرى الطوائف المسيحية اللبنانية، وحوالي 60% من السكان ينتمون إلى الدين الإسلامي. ويتوزع الشعب اللبناني على 18 طائفة معترف بها.
في المناطق الفلسطينية الإسلام هو الدين الرئيسي للأغلبية وهناك المسيحيين الفلسطينيين أيضاً، أما على الطرف الآخر فتقبع إسرائيل التي أغلبية سكانها من اليهود، كما يوجد المسيحيين والمسلمين خاصةً من عرب 48 والدروز.

## نمط المعيشة
ينقسم نمط المعيشة للشاميين إلى ثلاث طبقات[بحاجة لمصدر]:
- حضر: ويسكنون المدن والارياف.
- بدو: رحل ويرعون الماشية ويسكنون في نواحي بادية الشام.
- الشوايا: بدو مستقرون يرعون الماشية ويسكنون على أطراف نهر الفرات وأيضا بادية الشام.

## أهمية الشام في الإسلام وفضلها وأهلها
- إنها أرض مباركة، فقال الله تعالى في القرآن: (سُبْحَانَ الَّذِي أَسْرَىٰ بِعَبْدِهِ لَيْلًا مِّنَ الْمَسْجِدِ الْحَرَامِ إِلَى الْمَسْجِدِ الْأَقْصَى الَّذِي بَارَكْنَا حَوْلَهُ لِنُرِيَهُ مِنْ آيَاتِنَا إِنَّهُ هُوَ السَّمِيعُ الْبَصِيرُ)

وقال تعالى: (وَأَوْرَثْنَا الْقَوْمَ الَّذِينَ كَانُوا يُسْتَضْعَفُونَ مَشَارِقَ الْأَرْضِ وَمَغَارِبَهَا الَّتِي بَارَكْنَا فِيهَا وَتَمَّتْ كَلِمَتُ رَبِّكَ الْحُسْنَىٰ عَلَىٰ بَنِي إِسْرَائِيلَ بِمَا صَبَرُوا وَدَمَّرْنَا مَا كَانَ يَصْنَعُ فِرْعَوْنُ وَقَوْمُهُ وَمَا كَانُوا يَعْرِشُونَ)
وقال تعالى: (وَنَجَّيْنَاهُ وَلُوطًا إِلَى الْأَرْضِ الَّتِي بَارَكْنَا فِيهَا لِلْعَالَمِينَ)
وقال تعالى: (وَلِسُلَيْمَانَ الرِّيحَ عَاصِفَةً تَجْرِي بِأَمْرِهِ إِلَى الْأَرْضِ الَّتِي بَارَكْنَا فِيهَا وَكُنَّا بِكُلِّ شَيْءٍ عَالِمِينَ)
يقول الشعراوي – – في تفسيره:
(لقد بارك الله حول المسجد الأقصى ببركة دنيوية، وبركة دينية:
بركة دنيوية بما جعل حوله من أرض خِصْبة عليها الحدائق والبساتين التي تحوي مختلف الثمار، وهذا من عطاء الربوبية الذي يناله المؤمن والكافر.
وبركة دينية خاصة بالمؤمنين، هذه البركة الدينية تتمثل في أن الأقصى مَهْد الرسالات ومَهْبط الأنبياء، تعطَّرَتْ أرضه بأقدام إبراهيم وإسحق ويعقوب وعيسى وموسى وزكريا ويحيى، وفيه هبط الوحي وتنزلتْ الملائكة)
- سماها الله الأرض المقدسة، قال الله: (يَا قَوْمِ ادْخُلُوا الْأَرْضَ الْمُقَدَّسَةَ الَّتِي كَتَبَ اللَّـهُ لَكُمْ وَلَا تَرْتَدُّوا عَلَىٰ أَدْبَارِكُمْ فَتَنقَلِبُوا خَاسِرِينَ).
- مهد الرسالات ومهبط الأنبياء.
- الإيمان إذا وقعت الفتن بالشام، قال النبي : «إني رأيت كأن عمود الكتاب انتزع من تحت وسادتي، فأتبعته بصري، فإذا هو نور ساطع، عمد به إلى الشام، ألا وإن الإيمان إذا وقعت الفتن بالشام» صححه الألباني.
- خير البلاد عند الله، وخير العباد فيها، عن واثلة بن الأسقع : «سمعت رسول الله يقول لحذيفة بن اليمان ومعاذ بن جبل وهما يستشيرانه في المنزل فأومأ إلى الشام ثم سألاه فأومأ إلى الشام قال عليكم بالشام فإنها صفوة بلاد الله يسكنها خيرته من خلقه فمن أبى فليلحق بيمنه وليسق من غدره فإن الله تكفل لي بالشام وأهله» صححه الألباني. وقال : «إذا فسد أهل الشام فلا خير فيكم، ولا تزال طائفة من أمتي منصورين، لا يضرهم من خذلهم حتى تقوم الساعة» صححه الألباني. وقال : «صفوة الله من أرضه الشام، وفيها صفوته من خلقه وعبادة، ولتدخلن الجنة من أمتي ثلة لا حساب عليهم ولا عذاب» صححه الألباني.
- الطائفة المنصورة التي لا يضرها من يخذلها موجودة بالشام، قال النبي : «صفوة الله من أرضه الشام، وفيها صفوته من خلقه وعبادة، ولتدخلن الجنة من أمتي ثلة لا حساب عليهم ولا عذاب» قال الألباني: صحيح على شرط الشيخين.
- أرض المحشر والمنشر، عن معاوية بن حيدة : «يا رسول الله أين تأمرني فقال هاهنا وأومأ بيده نحو الشام قال إنكم محشورون رجالا وركبانا ومجرون على وجوهكم» صححه الألباني.

وقال النبي : «الشام أرض المحشر والمنشر» صححه الألباني.
- بسط الملائكة أجنتحها على الشام، قال النبي : «يا طوبى للشام يا طوبى للشام يا طوبى للشام، قالوا يا رسول وبم ذلك قال : تلك ملائكة الله باسطوا أجنحتها على الشام» صححه الألباني.
- أولى القبلتين، قال تعالى:

(قَدْ نَرَىٰ تَقَلُّبَ وَجْهِكَ فِي السَّمَاءِ فَلَنُوَلِّيَنَّكَ قِبْلَةً تَرْضَاهَا فَوَلِّ وَجْهَكَ شَطْرَ الْمَسْجِدِ الْحَرَامِ وَحَيْثُ مَا كُنتُمْ فَوَلُّوا وُجُوهَكُمْ شَطْرَهُ وَإِنَّ الَّذِينَ أُوتُوا الْكِتَابَ لَيَعْلَمُونَ أَنَّهُ الْحَقُّ مِن رَّبِّهِمْ وَمَا اللَّـهُ بِغَافِلٍ عَمَّا يَعْمَلُونَ)
عن عبد الله بن عمرو : «بينما الناس بقباء في صلاة الصبح، جاءهم آت، فقال : إن رسول الله قد أنزل عليه الليلة، وقد أمر أن يستقبل الكعبة، فاستقبلوها. وكانت وجوههم إلى الشام، فاستداروا إلى الكعبة» صححه الألباني.
عن البراء بن عازب : «صلينا مع النبي نحو بيت المقدس ستة عشر شهرا، أو سبعة عشر شهرا وصرف إلى القبلة» صححه الألباني.
- نزول عيسى بن مريم بالشام وبالتخصيص دمشق وهي خير مدائن الشام، قال النبي : «ينزل عيسى بن مريم عند المنارة البيضاء شرقي دمشق عليه ممصرتان كأن رأسه يقطر منه الجمان» صححه الألباني.

وقال النبي : «يوم الملحمة الكبرى فسطاط المسلمين بأرض يقال لها : (الغوطة)؛ فيها مدينة يقال لها : (دمشق)؛ خير منازل المسلمين يومئذ» صححه الألباني.
- هلاك المسيح الدجّال في الشام، قال النبي : «يأتي المسيح من قبل المشرق، وهمته المدينة، حتى ينزل دبر أحد ثم تصرف الملائكة وجهه قبل الشام، وهنالك يهلك» صححه الألباني.
- الشام عقر دار الإسلام، قال النبي : «عقر دار الإسلام بالشام» صححه الألباني.
- تكفل الله بالشام، قال النبي : «عليكم بالشام، فإنها صفوة بلاد الله، يسكنها خيرته من خلقه، فمن أبى فليلحق بيمنه، وليسق من غدره، فإن الله عز وجل تكفل لي بالشام وأهله» صححه الألباني.
- أن النار في آخر الزمن ستحشر الناس في الشام، قال النبي : «ستخرج نار في آخر الزمان من حضرموت تحشر الناس قلنا فماذا تأمرنا يا رسول الله قال عليكم بالشام» صححه الألباني.
- توصية رسول الله لنا بالذهاب إليها، حيث تلحظ في الأحاديث السابقة: «عليكم بالشام»، «ها هنا وأومأ بيده نحو الشام»

عن عبد الله بن حوالة : «يا رسول الله اكتب لي بلدا أكون فيه فلو أعلم أنك تبقى لم اختر على قربك قال عليك بالشام ثلاثا» صححه الألباني.
- أكرمها الله بالشهادة بأن ابتلاها بالطاعون، قال النبي : «أتاني جبرائيل بالحمى والطاعون، فأمسكت الحمى بالمدينة، وأرسلت الطاعون إلى الشام، فالطاعون شهادة لأمتي، ورجز على الكافر» صححه الألباني.
- أمر النبي بالالتحاق بجند الشام، لقوله : «ستجندون أجنادا جندا بالشام وجندا بالعراق وجندا باليمن، قال عبد الله فقمت فقلت : خر لي يا رسول الله، فقال : عليكم بالشام فمن أبى فليلحق بيمنه وليستق من غدره، فان الله عز وجل قد تكفل لي بالشام وأهله» قال الألباني: صحيح جداً.
- دعاء النبي لها، قال النبي : «(اللهم بارك لنا في شامنا، اللهم بارك لنا في يمننا). قالوا : يا رسول الله، وفي نجدنا؟ قال : (اللهم بارك لنا في شامنا، اللهم بارك لنا في يمننا). قالوا : يا رسول الله، وفي نجدنا ؟ فأظنه قال في الثالثة : (هناك الزلازل والفتن، وبها يطلع قرن الشيطان» صححه الألباني.

### المسجد الأقصى
- أولى القبلتين.
- وهو ثاني مسجد وضع للناس، عن أبو ذر الغفاري : «قلت : يا رسول الله، أي مسجد وضع أول ؟ قال : (المسجد الحرام). قلت : ثم أي ؟ قال : (ثم المسجد الأقصى). قلت : كم كان بينهما ؟ قال : (أربعون، ثم قال : حيثما أدركتك الصلاة فصل، والأرض لك مسجد)» رواه البخاري ومسلم.
- ولا تشد الرحال إلا إليه وللمسجد الحرام والمسجد النبوي، قال النبي : «لا تشد الرحال إلا إلى ثلاثة مساجد إلى المسجد الحرام وإلى المسجد الأقصى وإلى مسجدي هذا» صححه الألباني.
- ومضاعفة أجر الصلاة فيه، وعن أبو ذر الغفاري : «أنه سأل رسول الله عن الصلاة في بيت المقدس أفضل أو في مسجد رسول الله فقال صلاة في مسجدي هذا، أفضل من أربع صلوات فيه، ولنعم المصلى، هو أرض المحشر والمنشر، وليأتين على الناس زمان ولقيد سوط – أو قال : قوس – الرجل حيث يرى منه بيت المقدس ؛ خير له أو أحب إليه من الدنيا جميعا» صححه الألباني.
- ليأتين زمان على الناس يكون بيت المقدس خير أو أحب إليهم من الدنيا جميعاً، والحديث السابق يثبت ذلك.
- وأن من صلى في المسجد الأقصى كأنما خرج من ذنوبه كيوم ولدته أمه، قال النبي : «لما فرغ سليمان بن داود من بناء بيت المقدس سأل الله ثلاثا حكما يصادف حكمه وملكا لا ينبغي لأحد من بعده وألا يأتي هذا المسجد أحد لا يريد إلا الصلاة فيه إلا خرج من ذنوبه كيوم ولدته أمه فقال النبي أما اثنتان فقد أعطيهما وأرجو أن يكون قد أعطي الثالثة» صححه الألباني.
- مسرى النبي، وصلاة النبي فيه، قال النبي محمد: «أتيت بالبراق، وهو دابة أبيض طويل، فوق الحمار، ودون البغل، يضع حافره عند منتهى طرفه، فركبته، حتى أتيت بيت المقدس، فربطته بالحلقة التي تربط بها الأنبياء، ثم دخلت المسجد، فصليت فيه ركعتين» صححه الألباني.
- دعوة موسى، قال النبي محمد: «أرسل ملك الموت إلى موسى عليهما السلام، فلما جاءه صكه، فرجع إلى ربه، فقال : أرسلتني إلى عبد لا يريد الموت، قال : ارجع إليه، فقل له يضع يده على متن ثور، فله بما غطت يده بكل شعرة سنة، قال : أي رب، ثم ماذا ؟ قال : ثم الموت، قال : فالآن، قال : فسأل الله أن يدنيه من الأرض المقدسة رمية بحجر). قال أبو هريرة : فقال رسول الله : لو كنت ثم لأريتكم قبره، إلى جانب الطريق تحت الكثيب الأحمر». رواه البخاري ومسلم.

## مدن بلاد الشام
كما تتخذ بعض كبريات المدن في المنطقة أهمية خاصة، مثل طرطوس، حمص، الرقة، دير الزور، درعا، ادلب، السويداء في سوريا وإربد، عجلون، جرش، السلط، مادبا، الكرك والعقبة في الأردن، والقدس وحيفا وعكا ويافا ونابلس وصفد وجنين وبيت لحم والناصرة والخليل وغزة في فلسطين، صيدا، وطرابلس وزحلة وبعلبك وصور والبترون في لبنان.
إضافة إلى ذلك، هناك مدن شامية كبيرة تقع اليوم ضمن الأقاليم السورية الشمالية التي ضمت إلى تركيا بموجب معاهدة لوزان عام 1923. من هذه المدن ماردين وديار بكر وعنتاب وأضنة ومرسين وكلس ومرعش واورفة وطرسوس وجزيرة ابن عمر ومدن لواء اسكندرون مثل أنطاكية واسكندرون التي احتلتها تركيا عام 1939.وبالإضافة إلى مدينة الموصل ضمن أقاليم بلاد الجزيرة الفراتية.

## معرض صور

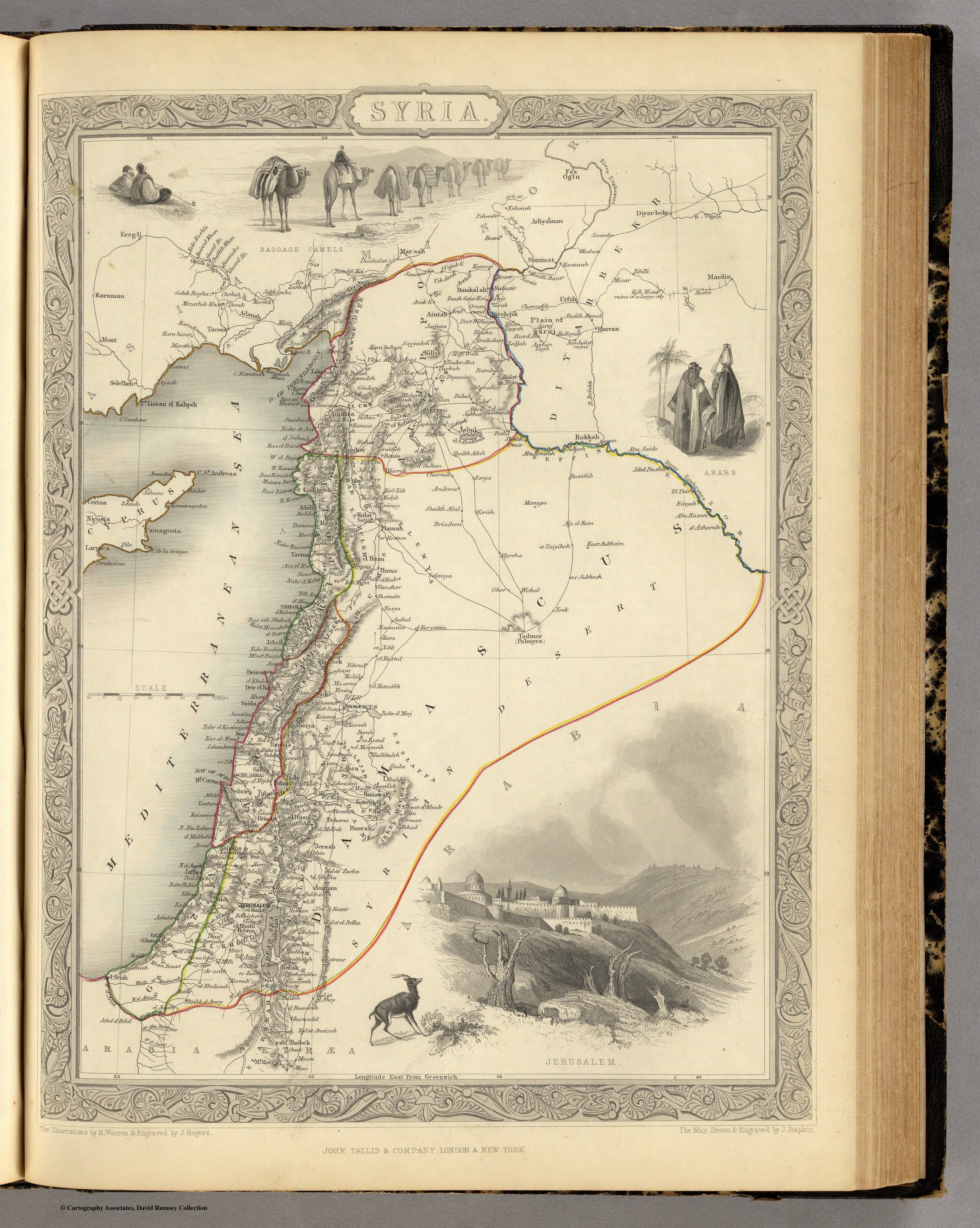
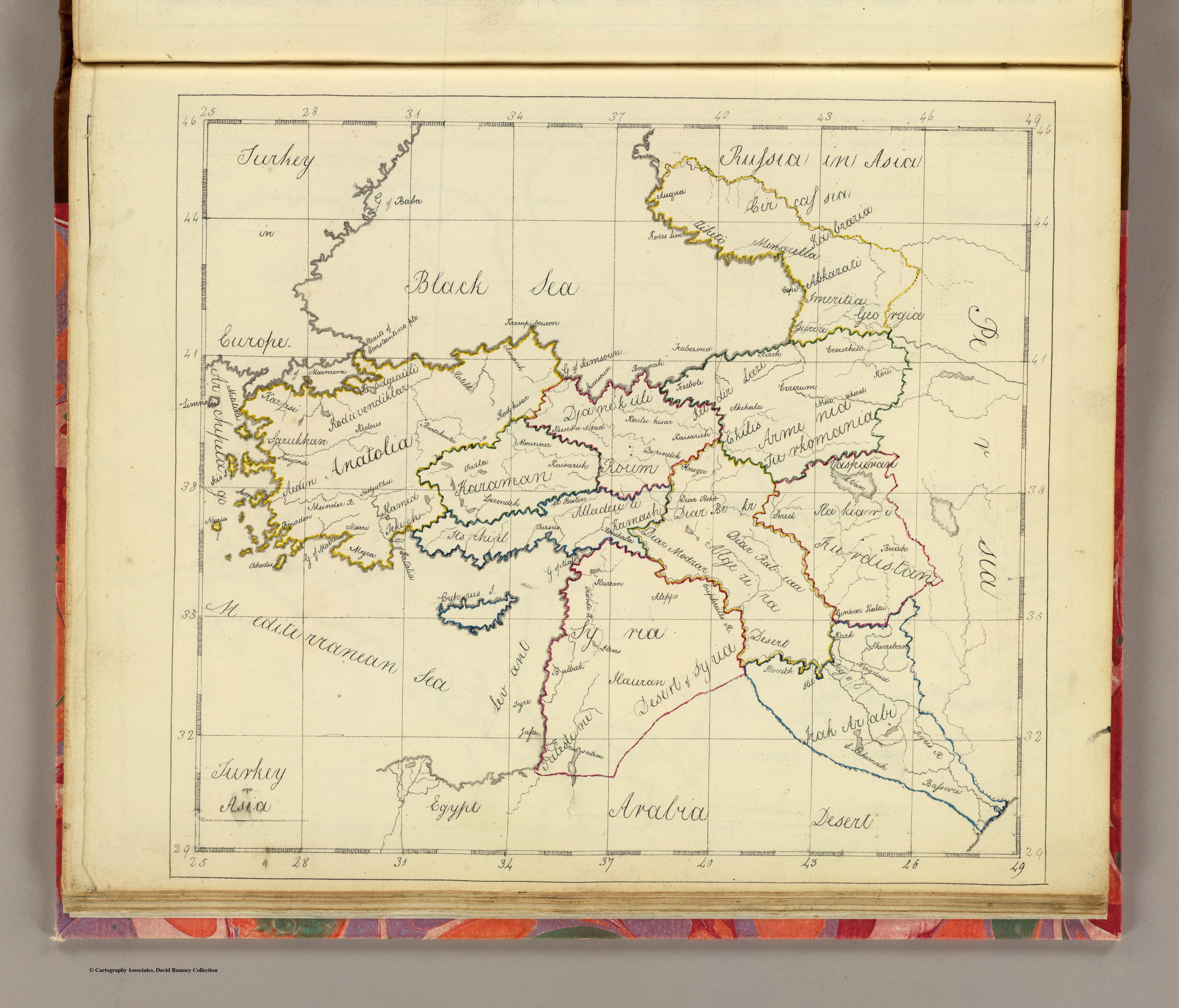
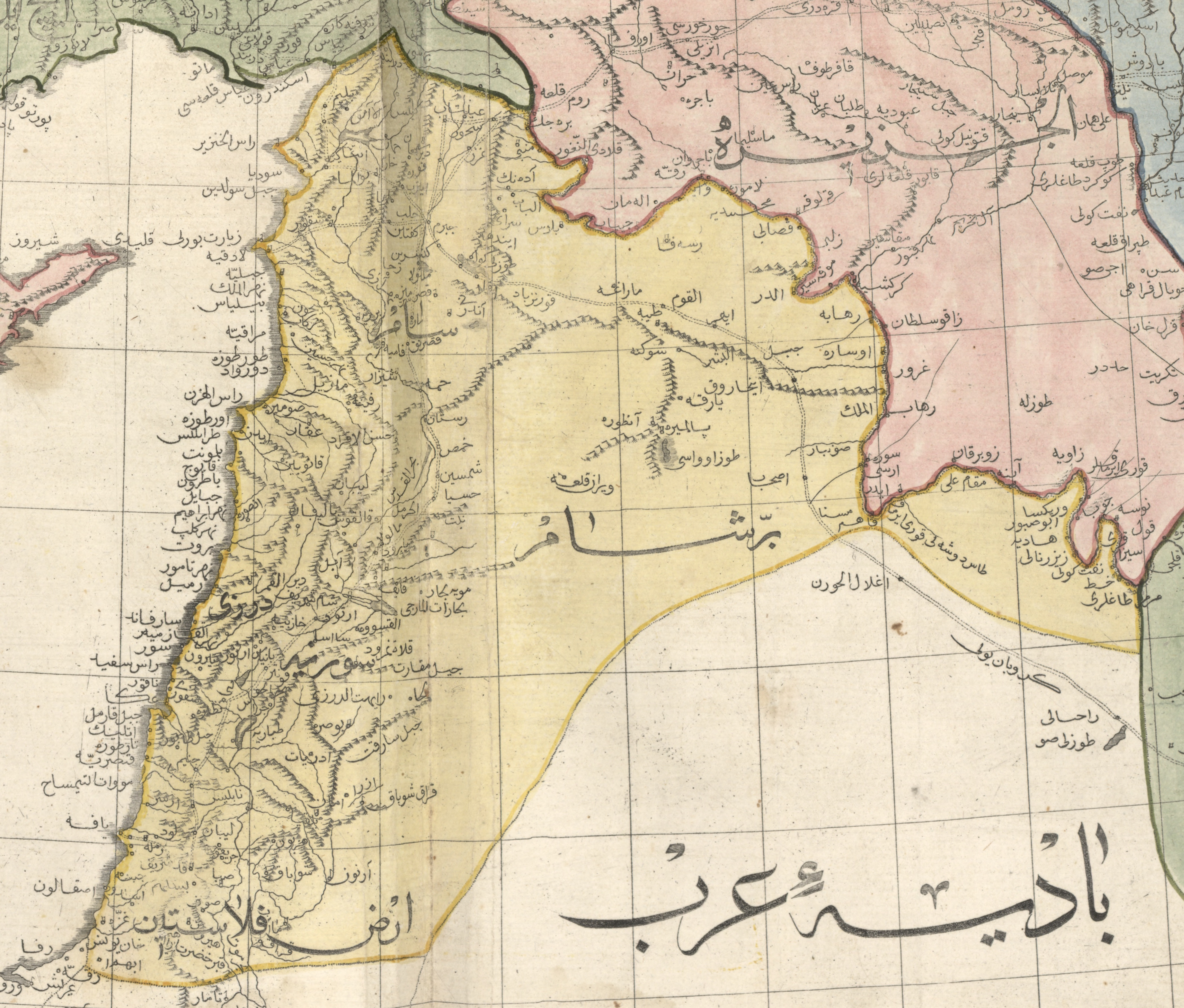

### أماكن دينية

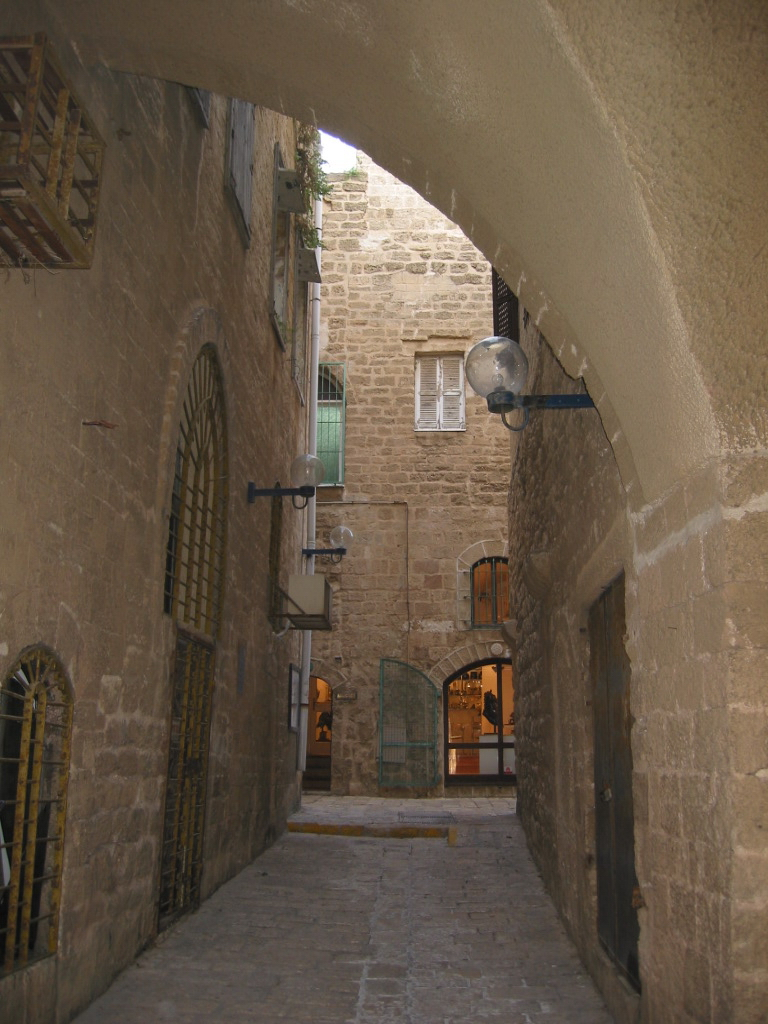
أحد الأحياء القديمة في يافا

| المكان           | الموقع                       | صورة                                                             |
| ---------------- | ---------------------------- | ---------------------------------------------------------------- |
| المسجد الأقصى    | القدس، فلسطين                | المسجد الأقصى                                                    |
| قبة الصخرة       | القدس، فلسطين                | مسجد قبة الصخرة                                                  |
| الحرم الإبراهيمي | الخليل، فلسطين               | الحرم الإبراهيمي                                                 |
| الجامع الأموي    | دمشق، سوريا                  | مسجد بني أمية الكبير                                             |
| كنيسة المهد      | بيت لحم، فلسطين              | كنيسة المهد                                                      |
| كنيسة القيامة    | القدس، فلسطين                | كنيسة القيامة                                                    |
| المغطس           | بيت عنيا، نهر الأردن، الأردن | المغطس                                                           |
| جبل نبو          | مادبا، الأردن                | جبل نبو                                                          |
| حائط البراق      | القدس، فلسطين                | احتشاد اليهود في الساحة قبال الحائط لأداء صلاة عيد الفصح اليهودي |
| مقام النبي شعيب  | حطين، إسرائيل                | مقام النبي شعيب                                                  |
| ضريح الباب       | حيفا، فلسطين التاريخية       | ضريح الباب                                                       |

## وصلات خارجية
- فرنسا والشرق الأدنى